# ソ連邦英雄
ソ連邦英雄（ソれんぽうえいゆう、ロシア語: Герой Советского Союза, 英語：Hero of the Soviet Union）は、ソビエト連邦における英雄称号。国家最高の栄誉称号であり、最優等の栄誉等級であった。

## 概要
ソビエト連邦の国家や社会のための任務において、英雄的な行為を示した個人や集団に対して贈与された。多くは戦争における傑出した戦績や自己犠牲に対して贈られたが、探検、宇宙開発、救命などでの功績に対しても贈与された。
ソ連邦英雄の称号を与えられた者には、レーニン勲章（ソ連最高の勲章）とともにソ連最高会議幹部会から優秀さの印として英雄的行為（gramota）の証明たる「金星章」が与えられた。その個人が複数回ソ連邦英雄の称号を与えられた場合でも、レーニン勲章は一度しか与えられなかった（後の時代に若干の例外がある）。

## 歴史
この賞は1934年4月16日に創設された。
この称号を授与された人の総数は、1万2745人である。彼らの大部分が第二次世界大戦中に授与された（ソ連邦英雄1万1635人の内、2回授与された者が101人、3回が3人、4回が2人であった）。65人が1979年から1989年まで続いたソ連のアフガニスタン侵攻 における戦績によりこの称号を授与されている。
ソ連邦英雄賞を最初に受け取ったのはアナトリー・ラピデフスキー（ソ連邦英雄第一号）、ジギスムンド・レヴァネフスキー、ヴァシリー・モロコフ、マヴリキー・スレピネフ、ニコライ・カマーニン、イワン・ドローニンとミハイル・ヴォドピアノフといったパイロットたちであった。彼らは飛行調査の功績、および1934年2月13日に流氷に遭い北極海にて沈没した蒸気船チェリュースキン号の乗員救助の功績を認められ授与された。
パルチザンであったゾーヤ・コスモデミヤンスカヤは、1942年2月16日に授与された。世界に誇る女性エース・パイロットであったリディア・リトヴァクは、死後にこの栄誉を受け取った。有名なロシア人狙撃兵ヴァシリ・ザイツェフは、この称号を受けたよく知られた一人であり、彼の業績は映画 Enemy at the Gates（邦題：スターリングラード）に描かれている。
この章は個人のみならず、英雄的な戦闘を行った12の要塞・都市に対しても与えられている。例えばブレスト・リトフスクもそうであり、英雄都市と呼ばれる。
最後のソ連邦英雄はレオニード・ミハイロヴィチ・ソロドコフ少尉である。潜水士であった彼は、国防省の研究所で深海探検や潜水艦救助などの研究を行い、生涯にわたり深海で長時間を過ごしており、英雄的な潜水行為によりソビエト連邦の崩壊直前の1991年12月24日に授与された。
ソ連崩壊後は、ロシア、ベラルーシ、ウクライナ、カザフスタン、ウズベキスタンなど各国が独自に英雄章を授与するようになった。

### 複数回受賞
101人がソ連邦英雄賞を2回授与された。2回授与された者は、功績が記された石碑と、その上に据えられた銅像を、故郷の町に設置される栄誉を与えられている。
有名な2人のソビエト戦闘機パイロット、アレクサンドル・ポクルィシュキンとイヴァーン・コジェドゥーブは、ソ連邦英雄を3回授与された。3回授与された者は、モスクワのソビエト宮殿（未完成のまま終わった）近くの円状の台座に、銅像と石碑とを設置される栄誉を与えられている。
個人で最も多く授与されたのはゲオルギー・ジューコフとレオニード・ブレジネフの4回である。この賞の規定は元々3回までしかないもので、それに反していた。なお、1988年に個人に複数回授与することは禁止された。
第二次世界大戦終了後、この称号の価値はやや減じた。1970年代までに、政治家や高級軍人などに対しても、英雄的行為なしで記念的に授与されることがあったからである。ジューコフへの4回目の授与もその一つで、1956年12月1日に60歳記念に授与された。

## 紋章

セヴァストポリ市章

ソ連邦英雄に与えられる金星章は、ヴォルゴグラード市やセヴァストポリ市などいくつかの英雄都市の市章の中に、意匠のひとつとしてあしらわれている。セヴァストポリは第二次世界大戦のセヴァストポリ包囲戦で、枢軸国軍によって陥落するまで長い期間を戦い抜き、戦後に英雄都市の称号を与えられた。

## 著名な授与者

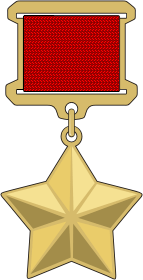
ソ連邦英雄勲章

### 1回
- アマザスプ・ババジャニャン - 第二次世界大戦でのドニエストル川防衛の指揮者
- スタニスラフ・ポプラフスキー - 第二次世界大戦時、在ソ・ポーランド軍においてオーデル川防衛線突破とベルリンの戦いに参加
- イヴァン・コルベッツ - 巡洋艦SK-0121の艦長、自らを犠牲として全ての乗員の救命に努めた
- ウラジミール・コノワーロフ – 第二次世界大戦でドイツ船「ゴヤ」を撃沈した潜水艦艦長
- ゾーヤ・コスモデミヤンスカヤ - 第二次世界大戦での女性パルチザン、ドイツによって処刑
- リディア・リトヴァク、アンナ・エゴロワ - 第二次世界大戦中の女性のエースパイロット
- ヤコブ・パブロフ - スターリングラード攻防戦で補給が途絶える中、2週間アパートを死守した軍曹 (このアパートは後に「パブロフ軍曹の家」と呼ばれるようになった)
- ヴァシリ・ザイツェフ - スターリングラード攻防戦で活躍した狙撃兵、狙撃兵の訓練にも力を振るった
- アレクサンドル・ミン - 高麗人（在ソ朝鮮人）唯一のソ連邦英雄
- ユーリイ・ガガーリン - 世界最初の宇宙飛行士
- ワレンチナ・テレシコワ - 世界最初の女性宇宙飛行士
- リヒャルト・ゾルゲ - ゾルゲ事件の首謀者
- ニコライ・イヴァノヴィチ・クズネツォフ - 占領下のウクライナでナチスの高官を多く誘拐・暗殺した情報将校
- ミハイル・デヴャタエフ - ナチス・ドイツの捕虜収容所から脱走しミサイル計画をソ連に情報提供した
- オットー・シュミット - クルル・レマク・シュミットの定理で有名な数学者、北極研究所・地球物理学研究所の創始者
- ピョートル・シルショフ、エフゲニー・フョードロフ、エルンスト・クレンケル、イヴァン・パーパニン - ソ連最初の流氷基地（drifting ice station）を開発した科学者達
- ゲヴォルク・ワルタニャン - 第二次世界大戦中、イランを根拠地としたイギリスの対ソ破壊工作の妨害を成功させたスパイ
- ヴォロディーミル・プラヴィク - ウクライナ・チョルノーブィリの消防士で、チェルノブイリ原子力発電所事故の初期消火を行い、急性放射線症候群で犠牲になった
- ドミトリー・ウスチノフ - 軍人、政治家。ソ連邦元帥。国防省。
- アンドレイ・ドゥルノフツェフ（Andrei Durnovtsev）（英語版） - 軍人。ツァーリ・ボンバを投下したTu-95戦略爆撃機のパイロット。

### 2回
- アーメト＝ハーン・スルタン - 第二次大戦時の戦闘機パイロット、テスト飛行士。
- アジ・アスラーノフ (en)  - 第二次大戦時の装甲軍少将。1944年のウクライナ、ベラルーシ、バルト諸国におけるソ連軍攻勢に参加。
- アレクサンドル・イワンチェンコフ - 宇宙飛行士。
- アレクサンドル・ヴァシレフスキー - 軍司令官、職業軍人。ソ連邦元帥。
- アレクサンドル・ノヴィコフ - 空軍司令官、航空総元帥。
- アレクセイ・フョードロフ - ウクライナのドイツ軍占領地においてレジスタンスを組織。
- アレクセイ・レオーノフ - 職業軍人、宇宙飛行士。
- アンドレイ・グレチコ - 軍司令官、政治家。国防相。
- イッサ・プリーエフ - 軍司令官。
- イワン・コーネフ - 軍司令官、職業軍人。ソ連邦元帥。
- イワン・バグラミャン - 軍司令官。1944年のベラルーシ、リトアニアにおけるソ連軍大攻勢（バグラチオン作戦）に参加。
- イワン・ヤクボフスキー - 軍司令官、職業軍人。ソ連邦元帥。
- ヴィクトル・ゴルバトコ - 宇宙飛行士。
- ウラジーミル・コマロフ - 宇宙飛行士。
- クリメント・ヴォロシーロフ - 軍司令官、政治家。
- コンスタンチン・ロコソフスキー - 軍人、政治家。ソ連邦元帥、ポーランド元帥。
- セミョーン・チモシェンコ - 軍司令官、職業軍人。ソ連邦元帥。
- セルゲイ・グリツェヴェツ (en)  - 40機を撃墜した戦闘機パイロット。
- シドル・コヴパク (en)  - ウクライナのパルチザン指導者。
- ダヴィド・ドラグンスキー - 第二次世界大戦でのヴィスワ川の強行渡河と、ベルリンの戦い及びプラハの解放に参加
- ネルソン・ステパニヤン (en)  - 第二次大戦時の急降下爆撃機のパイロット。
- パーヴェル・ポポーヴィチ - 宇宙飛行士。
- ボリス・サフォーノフ - 第二次大戦時の海軍航空隊エース・パイロット。
- ロディオン・マリノフスキー - 職業軍人。ソ連邦元帥。陸軍総司令官、国防相。
- ワシーリー・チュイコフ - スターリングラードの勝利とベルリン攻撃の総責任者。
- ミハイル・カトゥコフ - 第1親衛戦車軍初代司令官。戦車軍元帥。

### 3回
- イヴァーン・コジェドゥーブ - 第二次大戦時のエース・パイロット、朝鮮戦争にも参戦
- アレクサンドル・ポクルィシュキン - 第二次大戦時のエース・パイロット、航空元帥
- セミョーン・ブジョーンヌイ - 軍司令官、ソ連邦元帥

### 4回
- ゲオルギー・ジューコフ - ソ連邦元帥、第二次世界大戦の指揮官
- レオニード・ブレジネフ - 元共産党書記長・最高会議幹部会議長、ブレジネフへの授与に関しては権力を振るっていた時期のお手盛りだったらしく、しばしばアネクドートのネタにされている。

### 外国人で授与された者
- アブドゥルアフド・ムハンマド - アフガニスタン人初の宇宙飛行士
- アハメド・ベン・ベラ - アルジェリア初代大統領
- トドル・ジフコフ - ブルガリア共産党第一書記
- ゲオルギ・イワノフ - ブルガリア人初の宇宙飛行士
- ヴラディミル・ザイモフ - GRUのスパイ
- フィデル・カストロ - キューバ共産政府の指導者
- アルナルド・タマヨ・メンデス - キューバ人初の宇宙飛行士
- ルドヴィーク・スヴォボダ - 第二次大戦時の第一チェコスロバキア軍団長。後の大統領
- オタカル・ヤロシュ - 1943年ハリコフ解放の英雄
- ウラジミル・レメック - チェコ人初の宇宙飛行士
- ガマール・アブドゥン＝ナーセル - エジプト大統領（1954-1970）
- アブドルハキーム・アーメル - エジプト副大統領、国防相
- ジャン＝ルー・クレティエン - フランス人初の宇宙飛行士
- マルセル・アルベール - 第二次大戦時の戦闘機パイロット（ノルマンディー＝ニーメン連隊）
- ジャック・アンドレ - 第二次大戦時の戦闘機パイロット（ノルマンディー＝ニーメン連隊）
- ローラン・ドウラポップ - 第二次大戦時の戦闘機パイロット（ノルマンディー＝ニーメン連隊）
- マルセル・ルフェーヴル - 第二次大戦時の戦闘機パイロット（ノルマンディー＝ニーメン連隊）
- ジークムント・イェーン - ドイツ人初の宇宙飛行士（東ドイツ）
- ファルカシュ・ベルタラン - ハンガリー人初の宇宙飛行士
- ラケッシュ・シャルマ - インド人初の宇宙飛行士
- ジェクテルデミット・グラグチャ - モンゴル人初の宇宙飛行士
- ミロスワフ・ヘルマシェフスキ - ポーランド人初の宇宙飛行士
- ラモン・メルカデル - 1940年レフ・トロツキーを暗殺
- ムハンマド・ファーリス - シリア人初の宇宙飛行士
- ファム・トゥアン - ベトナム人初の宇宙飛行士